# Robert de Boron
Robert de Boron (también escrito Bouron y Beron) fue un poeta francés de los siglos XII y XIII, nacido en la aldea de Boron, en la vecindad de Montbéliard. Sobreviven de él poemas escritos en versos octosílabos: Verse Joseph (dedicado a José de Arimatea) y Merlin. Se cree que los poemas eran parte de una tetralogía titulada Li romanz de l’estoire dou Graal, que reseñaba las aventuras del rey Arturo y su relación con el Santo Grial. Posiblemente el tercero era un poema dedicado a Percival, y el cuarto a la muerte del rey, con el título Mort Artu. Se conservan solamente los dos primeros, y de manera fragmentaria (3514 y 502 versos, respectivamente), aunque conocemos el contenido del ciclo gracias a las interpretaciones en prosa que se hicieron posteriormente, durante el mismo siglo.
Robert de Boron fue el primer autor en dar al mito del Grial una dimensión explícitamente cristiana. De acuerdo a Boron, José de Arimatea usó la copa de la última cena para recoger las gotas de sangre que Jesús de Nazaret derramó en la cruz, y llevó la copa a Ávalon (identificado con Glastonbury, en Inglaterra), donde el Grial estuvo oculto hasta la llegada del rey Arturo y su caballero Percival.
Lo que se sabe de la vida de Boron, se ha deducido a través de sus escritos. En José de Arimatea, Boron se refiere a sí mismo algunas veces como caballero (messires), y menciona que estaba al servicio de Gautier de "Mont Belyal". Pierre Le Gentil cree que este personaje era Gautier de Montbéliard, quien en 1202 participó en la Cuarta Cruzada, y murió en Palestina en 1212.